# Северная Голландия
Северная Голла́ндия (нидерл. Noord-Holland), Амстелланд — провинция на западе Нидерландов.
Столица провинции — Харлем (в русских текстах встречается вариант Гарлем), крупнейший город — Амстердам. Население 2 724 300 человек (2-е место среди провинций; данные 2013 года).

## География
Площадь территории 4091,76 км² (включая воду 4-е место), в том числе суша — 2671,03 км² (6-е место).
Северная Голландия представляет собой полуостров как многим видится — в форме человеческой головы, расположенный между Северным морем и озером Эйсселмер. Более половины провинции составляют рекультивированные осушенные земли польдеров, находящиеся ниже уровня моря.
Крупные города Северной Голландии: Амстердам, Харлем, Хилверсюм, Ден Хелдер, Алкмар, Зандам и Хорн. Остров Тексел также входит в состав Северной Голландии. Кроме того, Северная Голландия также пригласила острова Бонайре, Саба и Синт-Эстатиус (Нидерландские Антильские острова) войти в её состав, но пока никаких решений не принято.
Северная Голландия составляет один регион системы кодов регионов мира Международной организации по стандартизации, которому присвоен код ISO 3166-2:NL-NH.

## История
Амстелландом ранее называлась местность, которая принадлежала к Голландскому графству и занимавшая прибрежную область моря.

### До 1795
На протяжении практически всей своей истории сегодняшняя провинция Северная Голландия была неотъемлемой частью Голландии. С IX по XVI век Голландия входила в состав Германо-римской империи. В течение этого периода Западная Фрисландия была завоевана и включена в состав Голландии (сегодня это часть Северной Голландии). После этого официальное название Голландии было «Голландия и Западная Фрисландия». Население Западной Фрисландии и сегодня обладает самоидентичностью, отличной от жителей остальной Голландии, и обладает собственным языком. А на территории современных Нидерландов есть провинция Фрисландия, с которой Северная Голландия граничит на северо-востоке. С XVI века по 1795 год Голландия являлась самой развитой и наиболее важной провинцией Республики Соединенных провинций, именно поэтому она господствовала в конфедерации. В этот период иногда делали различие между «Северной Стороной» (Noorderkwartier) и «Южной Стороной» (Zuiderkwartier), эти области соответствуют сегодняшним провинциям Северной и Южной Голландии.

### Появление новой провинции (1795 до 1840)
Провинция южная Голландия появилась во время французского правления (1795—1813). В 1795 была образована Батавская республика. По Конституции 1798 года, старые границы были значительно пересмотрены: было образовано 8 департаментов с приблизительно равным количеством жителей. Голландия была разделена на 5 департаментов: «Тексел», «Амстел», «Делф», «Шельда и Маас» и «Рейн». Первые три находились на территории Голландии, два последних включали в себя территории разных провинций. В 1801 году были восстановлены старые границы и создан департамент «Голландия». Эти преобразования, которые просуществовали недолго, зародили идею разделения развитой провинции.
В 1807 Голландия снова была реорганизована: были образованы два департамента «Маасланд» (соответствует современной Южной Голландии) и «Амстелланд» (соответствует современной провинции Северной Голландии). Местность при короле Людовике Бонапарте представляла собою департамент, обнимавший, на конец XIX столетия Северо Голландскую провинцию, который в 1810 году при французском господстве был вместе с Утрехтским департаментом присоединен к департаменту Зюдерзее. Но в 1810 году вся территория Нидерландов вошла в состав Французской империи. Маасланд был переименован в «Monden van de Maas» («Устье Мааса»), а Амстелланд и Утрехт были объединены в департамент «Zuiderzee» (по названию тогдашнего залива Северного моря).
После проигрыша и смещения Наполеона в 1814 была введена новая Конституция, по которой, страна состояла из провинций и регионов (landschappen). «Monden van de Maas» и «Zuiderzee» были объединены в провинцию Голландия. Но при этом в провинции появились два управляющих: один в бывшем департамента «Маасланд» (сегодняшняя Южная Голландия) и один в бывшем департамента «Амстелланд» (современная Северная Голландия). При этом идея о разделении Голландии продолжала существовать.
В 1840 была изменена Конституция. В том числе было решено разделить Голландию на Южную и Северную. В основном это была инициатива Амстердама, которому не нравилось перенесение Апелляционного суда в Гаагу в 1838.

### С 1840
В 1855 территория Харлеммермера была осушена и стала обрабатываемой, она стала частью Северной Голландии. В обмен Южная Голландия получила большую часть муниципалитета Леймёйден в 1864. В 1942 острова Влиланд и Терсхеллинг были отданы Фрисландии.

## Административное деление
По состоянию на 1 января 2023 года провинция разделяется на 44 общины:
- Алсмер
- Алкмар
- Амстелвен
- Амстердам
- Аудер-Амстел
- Бевервейк
- Берген
- Бларикюм
- Блумендал
- Ватерланд
- Вейдемерен
- Велзен
- Вормерланд
- Дейк-эн-Вард
- Ден-Хелдер
- Димен
- Дрехтерланд
- Гойсе-Мерен
- Зандворт
- Занстад
- Кастрикюм
- Коггенланд
- Ландсмер
- Ларен
- Медемблик
- Опмер
- Остзан
- Пюрмеренд
- Стеде-Брук
- Схаген
- Тексел
- Харлем
- Харлеммермер
- Хейло
- Хемскерк
- Хемстеде
- Хёйзен
- Хилверсюм
- Холландс-Крон
- Хорн
- Эдам-Волендам
- Эйтгест
- Эйтхорн
- Энкхёйзен